# Guardabarrera

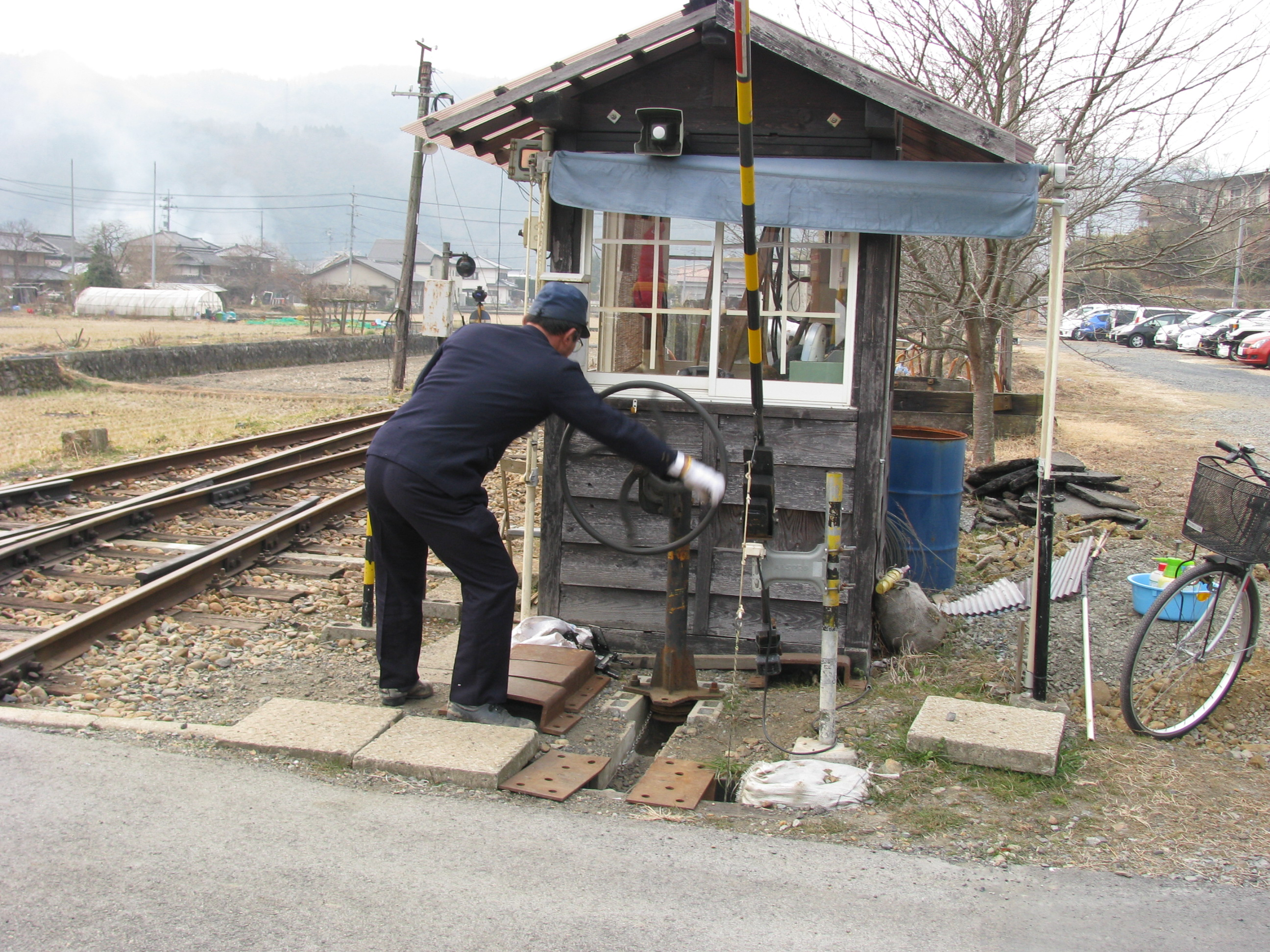
Guardabarrera en Japón

El guardabarrera, o guardabarreras, también llamado guardesa (especialmente siendo mujeres las responsables) es la persona encargada en el mundo de los ferrocarriles de la custodia de un paso a nivel y de que sus barreras, palenques o cadenas entre los cruces de diferentes vías de comunicación estén cerrados al paso de los trenes para evitar colisiones, dando preferencia al tren, y volviendo a abrirlos posteriormente para restablecer el tráfico. 
Cuida de la conservación, limpieza y seguridad de los pasos a nivel y hace las señales que indican el estado de la vía y el de los trenes en marcha al pasar por el sitio en que se hallan. En algunas líneas, se desempeña este servicio por mujeres a las que llaman guardesas.
En ocasiones la ocupación conllevaba ciertos privilegios como era disfrutar de una vivienda cercana a la vía donde el responsable vivía con su familia y podía compartir con su esposa la responsabilidad de la labor; en este caso podía suponer un suplemento salarial al recibido por el cabeza de familia.
Oficialmente en España, con la automatización del sistema, en septiembre de 2012 desapareció el último empleado que desempeñaba esta tarea en Roda de Mar.